# Оксид магния
Окси́д ма́гния (жжёная магнезия) — химическое соединение с формулой MgO, белые кристаллы, малорастворимые в воде, пожаро- и взрывобезопасен. Относится к классу основных оксидов.  Основная форма — минерал периклаз.

## Физические свойства
Легкий, рыхлый порошок белого цвета, легко впитывает воду. На этом свойстве основано его применение в спортивной гимнастике: нанесенный на ладони спортсмена, порошок предохраняет его от опасности сорваться с гимнастического снаряда.
Температура плавления — 2825 °C. Температура кипения — 3600 °C. Плотность=3,58 г/см3.

## Химические свойства
Реагирует с разбавленными кислотами с образованием солей, медленно — с холодной водой с образованием гидроокиси.
С горячей водой реагирует лучше, реакция идет быстрее.
{\displaystyle {\mathsf {MgO+2HCl\rightarrow MgCl_{2}+H_{2}O}}}
{\displaystyle {\ce {MgO + H2O -> Mg(OH)2}}}

## Получение
Оксид магния получают обжигом минералов магнезита и доломита, а также брусита.
{\displaystyle {\ce {CaCO3*MgCO3 -> MgO + CaO + 2CO2}}}
{\displaystyle {\ce {MgCO3 -> MgO + CO2}}}
{\displaystyle {\ce {Mg(OH)2 -> MgO + H2O}}}

## Применение
В промышленности применяется для производства огнеупоров, цементов, очистки нефтепродуктов, как наполнитель при производстве резины, наполнитель в ТЭНах. Сверхлегкий оксид магния применяется как очень мелкий абразив для очистки поверхностей, в частности, в электронной промышленности.
В медицине применяют при повышенной кислотности желудочного сока, так как она обусловливается избыточным содержанием соляной кислоты. Жжёную магнезию принимают также при случайном попадании в желудок кислот.
В пищевой промышленности зарегистрирован в качестве пищевой добавки E530.
Является абсолютным отражателем — веществом с коэффициентом отражения, равным единице в широкой спектральной полосе. Может применяться как доступный эталон белого цвета.